# Discografia di Lea Michele
La discografia di Lea Michele, cantante, attrice e ballerina statunitense, comprende quattro album in studio, sei singoli e numerose colonne sonore. Ha iniziato la sua carriera musicale registrando le colonne sonore delle produzioni a Broadway in cui recitava. Dal 2009, grazie alla sua partecipazione a Glee, è salita alla ribalta registrando le cover cantante nella serie. Nel 2012 ha iniziato la sua carriera da solista pubblicando, nel 2014, il suo album di debutto Louder.

## Album

### Album in studio
| Anno | Titolo | Classifiche | Classifiche | Classifiche | Classifiche | Classifiche | Classifiche | Classifiche | Classifiche | Classifiche | Classifiche | Classifiche |
| Anno | Titolo | US          | AUS         | AUT         | CAN         | IRE         | ITA         | JPN         | FRA         | NZ          | SWI         | UK          |
| ---- | --- | ----------- | ----------- | ----------- | ----------- | ----------- | ----------- | ----------- | ----------- | ----------- | ----------- | ----------- |
| 2014 | Louder - Pubblicato: 3 marzo 2014 - Etichetta: Columbia - Formato: CD, download digitale, streaming               | 4           | 4           | 25          | 4           | 11          | 8           | 29          | 15          | 6           | 18          | 16          |
| 2017 | Places - Pubblicato: 28 aprile 2017 - Etichetta: Columbia - Formato: CD, download digitale, streaming             | 28          | 25          | —           | 21          | 82          | 34          | 124         | 148         | —           | 38          | 37          |
| 2019 | Christmas in the City - Pubblicato: 25 ottobre 2019 - Etichetta: Sony - Formato: CD, download digitale, streaming | 24          | 25          | —           | —           | —           | —           | —           | —           | —           | —           | —           |
| 2021 | Forever: A Lullaby Album - Pubblicato: 5 novembre 2021 - Etichetta: Sony - Formato: download digitale, streaming  | —           | —           | —           | —           | —           | —           | —           | —           | —           | —           | —           |

### Colonne sonore
| Anno | Titolo | Classifiche | Classifiche | Classifiche | Classifiche | Classifiche | Classifiche | Classifiche | Classifiche | Classifiche | Classifiche | Classifiche |
| Anno | Titolo | US          | AUS         | AUT         | CAN         | IRE         | ITA         | JPN         | FRA         | NZ          | SWI         | UK          |
| ---- | --- | ----------- | ----------- | ----------- | ----------- | ----------- | ----------- | ----------- | ----------- | ----------- | ----------- | ----------- |
| 2006 | Spring Awakening - Pubblicato: 21 novembre 2006 - Etichetta: Universal, Polydor, Decca - Formato: CD, download digitale                | —           | —           | —           | —           | —           | —           | —           | —           | —           | —           | —           |
| 2011 | New Year's Eve: Original Motion Picture Soundtrack - Pubblicato: 5 novembre 2011 - Etichetta: WalterTower - Formato: download digitale | —           | —           | —           | —           | —           | —           | —           | —           | —           | —           | —           |
| 2014 | Legends of Oz: Original Motion Picture Soundtrack - Pubblicato: 6 maggio 2014 - Etichetta: Columbia - Formato: download digitale       | —           | —           | —           | —           | —           | —           | —           | —           | —           | —           | —           |
| 2022 | Funny Girl (New Broadway Cast Recording) - Pubblicato: 18 novembre 2022 - Etichetta: Broadway - Formato: download digitale, CD         | 1           | —           | —           | —           | —           | —           | —           | —           | —           | —           | —           |

## Singoli

### Come artista principale
| Anno | Titolo                | Classifiche | Classifiche | Classifiche | Classifiche | Classifiche | Classifiche | Classifiche | Classifiche | Classifiche | Classifiche | Album                 |
| Anno | Titolo                | US          | AUS         | BEL         | CAN         | FRA         | IRE         | ITA         | JPN         | SPA         | UK          | Album                 |
| ---- | --------------------- | ----------- | ----------- | ----------- | ----------- | ----------- | ----------- | ----------- | ----------- | ----------- | ----------- | --------------------- |
| 2013 | Cannonball            | 75          | 45          | —           | 49          | 48          | 80          | 27          | 82          | 32          | 56          | Louder                |
| 2014 | On My Way             | —           | —           | —           | 81          | 45          | —           | 68          | —           | 45          | —           | Louder                |
| 2017 | Love Is Alive         | —           | —           | —           | —           | 150         | —           | —           | —           | —           | —           | Places                |
| 2019 | Christmas in New York | 15          | —           | —           | —           | —           | —           | —           | —           | —           | —           | Christmas in the City |

### Come artista ospite
| Anno | Titolo                                                                  | Classifiche | Classifiche | Classifiche | Classifiche | Classifiche | Classifiche | Classifiche | Classifiche | Classifiche | Classifiche | Album       |
| Anno | Titolo                                                                  | US          | AUS         | BEL         | CAN         | FRA         | IRE         | ITA         | JPN         | SPA         | UK          | Album       |
| ---- | ----------------------------------------------------------------------- | ----------- | ----------- | ----------- | ----------- | ----------- | ----------- | ----------- | ----------- | ----------- | ----------- | ----------- |
| 2016 | This Is for My Girls (con gli artisti di "Let Girls Learn")             | —           | —           | —           | —           | —           | —           | —           | —           | —           | —           | /           |
| 2021 | Love Me For an Hour (con Burt Bacharach, Steven Sater e Jonathan Groff) | —           | —           | —           | —           | —           | —           | —           | —           | —           | —           | Some Lovers |

### Singoli promozionali
| Anno | Titolo                                   | Classifiche | Classifiche | Classifiche | Classifiche | Classifiche | Classifiche | Classifiche | Album                 |
| Anno | Titolo                                   | US          | CAN         | DEN         | FRA         | IRE         | ITA         | SPA         | Album                 |
| ---- | ---------------------------------------- | ----------- | ----------- | ----------- | ----------- | ----------- | ----------- | ----------- | --------------------- |
| 2013 | Battlefield                              | —           | —           | —           | 117         | 66          | 70          | —           | Louder                |
| 2013 | Louder                                   | —           | 64          | 40          | 46          | —           | 44          | 47          | Louder                |
| 2014 | What Is Love?                            | —           | 99          | —           | 55          | —           | 59          | 45          | Louder                |
| 2014 | You're Mine                              | —           | 83          | —           | 47          | —           | 50          | —           | Louder                |
| 2017 | Anything's Possible                      | —           | —           | —           | —           | —           | —           | —           | Places                |
| 2017 | Run to You                               | —           | —           | —           | —           | —           | —           | —           | Places                |
| 2018 | Getaway Car                              | —           | —           | —           | —           | —           | —           | —           | Places                |
| 2019 | It's the Most Wonderful Time of the Year | —           | —           | —           | —           | —           | —           | —           | Christmas in the City |

## Altre apparizioni
| Anno | Titolo                                                                            | Classifiche | Album               |
| Anno | Titolo                                                                            | US          | Album               |
| ---- | --------------------------------------------------------------------------------- | ----------- | ------------------- |
| 1996 | Henry Ford (con Peter Friedman)                                                   | —           | Songs from Ragtime  |
| 1996 | Gliding (con Marin Mazzie, Peter Friedman e Gordon Stanley)                       | —           | Songs from Ragtime  |
| 1996 | Buffalo Nickel Photoplay, Inc. (con Peter Friedman, Judy Kaye e Steven Sutcliffe) | —           | Songs from Ragtime  |
| 2004 | Matchmaker, Matchmaker (con Alfred Molina, Laura Michelle Kelly e Sally Murphy)   | —           | Fiddler on the Roof |
| 2004 | The Leave-Taking (con Alfred Molina, John Cariani, Molly Ephraim e Randy Graff)   | —           | Fiddler on the Roof |
| 2011 | Can't Turn You Loose (con Jon Bon Jovi)                                           | —           | New Year's Eve      |
| 2011 | Auld Lang Syne                                                                    | —           | New Year's Eve      |

## Videografia
| Titolo                | Anno | Regista          |
| --------------------- | ---- | ---------------- |
| Cannonball            | 2013 | Robert Hales     |
| On My Way             | 2014 | Hannah Lux Davis |
| Christmas in New York | 2019 |                  |